# Anarhichas orientalis
Anarhichas orientalis és una espècie de peix de la família dels anaricàdids i de l'ordre dels perciformes.

## Descripció
- El seu cos (allargat i comprimit lateralment) fa 112 cm de llargària màxima,[5] arriba fins als 15 kg de pes[6] i és de color marró fosc amb vetes més clares i semblants al marbre. Els joves tenen entre 3 i 5 ratlles fosques al llarg dels flancs i taques al cap.
- El cap constitueix el 19-21% de la longitud total cos.[5]
- 83-88 espines i cap radi tou a l'aleta dorsal.
- Cap espina i 53-54 radis tous a l'aleta anal, la qual comença al voltant de la part central del ventre i acaba just abans de l'aleta caudal.
- Aletes pectorals grans i en forma de ventall.
- Absència d'aletes pèlviques.
- Té quatre parells d'ullals forts a la part anterior d'ambdues mandíbules.
- Línia lateral absent o reduïda.[7][8]

## Reproducció
Hom creu que assoleix la maduresa sexual en arribar als 15-17 cm de llargada i la reproducció té lloc a la primavera i l'estiu, encara que el nombre d'ous (d'entre 4 i 4,5 cm de diàmetre) posts per la femella és desconegut. Les larves són pelàgiques.

## Alimentació
Menja invertebrats de closca dura (com ara, crancs i musclos).

## Depredadors
Sembla que forma part de la dieta de la foca ocel·lada (Pusa hispida), d'acord amb les observacions de la depredació d'aquesta espècie de foca sobre Anarhichas denticulatus.

## Hàbitat i distribució geogràfica
És un peix marí, demersal (fins als 100 m de fondària, normalment entre 10 i 70) i de clima temperat (88°N-40°N, 135°E-60°W), el qual viu al Pacífic nord: els fons sorrencs o rocallosos coberts d'algues o grava des de Hokkaido (el Japó) i la mar d'Okhotsk fins al mar de Bering i l'Àrtida canadenca (els Territoris del Nord-oest i Nunavut), incloent-hi les illes Pribilof i del Comandant i les mars de Beaufort i dels Txuktxis.

## Estat de conservació
Les seues principals amenaces inclouen l'extracció litoral de gas i petroli, el desenvolupament costaner i les activitats marítimes.

## Observacions
És inofensiu per als humans i, quan el glaç comença a formar-se al voltant de la costa durant l'hivern, migra a alta mar.